# ジーナ・リン
ジーナ・リン（Gina Lynn、1974年2月15日 - ）は、アメリカ合衆国の元ポルノ女優。これまで186本に女優として出演し、28作品を監督した。

## 人物
プエルトリコのマヤグエスで生まれ、その後ニュージャージー州ジャクソン・タウンシップで育った。
現在はペンシルベニア州レディングで Gina Lynn Productionsを経営している。
非ポルノ作品であるザ・ソプラノズ 哀愁のマフィア「対立」やアナライズ・ユーに端役として出演した。
2012年3月、ペントハウス4月号のペントハウス・ペットに選ばれたことが報じられた。同年彼女はポルノ業界から引退する一方活動をネットに移すという宣言をした。

## 非ポルノ作品への出演

### PV
- エミネム「スーパーマン」